# Montenapoleone (métro de Milan)
Montenapoleone est une station de la ligne 3 du métro de Milan, située via Montenapoleone.